# Orthophytum estevesii
Orthophytum estevesii là một loài thực vật có hoa trong họ Bromeliaceae. Loài này được (Rauh) Leme mô tả khoa học đầu tiên năm 2004.